# Сапетний Юрій Анатолійович
Юрій Анатолійович Сапетний (нар.21 березня 1941, м. Яворів Львівської області — пом.23 серпня 2013, м. Київ) — український та радянський хокейний воротар і тренер, заслужений тренер України, Заслужений працівник фізичної культури і спорту України (2008), нагороджений «Подякою Федерації хокею України» (2005).

## Життєпис
Юрій Сапетний народився 21 березня 1941 у м. Яворів на Львівщині.
У сезоні 1963/1964 років грав у складі ХК «Динамо» (Київ) на позиції воротаря, і був першим українцем у складі цієї команди.
У 1972 році він став старшим тренером у СДЮСШОР «Крижинка»[недоступне посилання].
Під керівництвом Юрія Сапетного навчались Олександр Савицький, Вадим Шахрайчук, Валентин Олецький, Василь Василенко, Євген Млинченко та інші.
Помер Юрій Сапетний 23 серпня 2013 року у м. Києві.